# Molopanthera
Molopanthera é um género botânico pertencente à família Rubiaceae.